# Cardec Drums
Jacob Cardec, conocido artísticamente como Cardec Drums, es un baterista, productor musical y compositor puertorriqueño, especializado en música urbana cristiana (hip hop, trap y reguetón) que ha trabajado con artistas de Reach Records, Reflection Music Group, y Funkytown Music. Ha sido nominado en premios Dove, siendo ganador en conjunto por sus trabajos con KB, Lecrae, Redimi2, Almighty y Andy Mineo.

## Biografía
Jacob Cardec estudió música en el Instituto de Música de Atlanta. Al graduarse, participó como baterista de gira para artistas como Alex Faith, Dominic Balli, Andy Mineo y más. En 2012, Cardec Drums tuvo su oportunidad de trabajar para Social Club Misfits con su sencillo «New Years». Al año siguiente, continuó desenvolviéndose como productor al ganar el concurso de remixes «I Know» de Lecrae.
Después de alejarse de las giras, ha seguido produciendo para artistas notables como Andy Mineo, Lecrae, Derek Minor, Tedashii, KB, Xavier Omär y ELHAE. En 2018, su participación en el álbum Today We Rebel de KB, le hizo ser galardonado en conjunto con su primer premio Dove por Álbum de Hip Hop del año. En un tiempo, utilizó una firma auditiva particular de una voz femenina que decía "push your hands in the air for Cardec".
En 2019, cofundó el sello discográfico independiente No Apologies Music, con la misión de conectar el hip-hop estadounidense y la música urbana de base latina. Esto llevó a la firma del primer artista, Tommy Royale.
Cardec ha producido para artistas latinos como Funky, Manny Montes, Gabriel Rodríguez EMC, Eliud L'Voices, y la premiada producción con artistas latinoamericanos como Redimi2 y Almighty en Filipenses 1:6, Canción Cristiana Urbana del Año en los Premios Tu Música Urbana, posteriormente considerada de nuevo como "Mejor canción grabada en español", esta vez, en los Premios Dove, donde solo fue nominada.
En 2020, el deseo de fusionar los dos mercados musicales produjo una alianza entre Reach Records y su sello No Apologies, se fusionaron con 116 Clique para el lanzamiento del álbum Sin Vergüenza, donde participaron artistas como Funky, Manny Montes, Lecrae, Lizzy Parra, Social Club, entre otros, creando la anhelada unión que perseguía Cardec en la misión de su sello. Ha seguido produciendo para artistas como Jaydan, Tommy Royale y Don Ryvcko, estos últimos, pertenecientes a su sello No Apologies.
El 14 de marzo de 2022, 1K Phew y Cardec lanzaron un proyecto que rindió homenaje a los programas/películas de Nickelodeon y Disney con los que crecieron. Meses después, lanzaron una segunda parte con samples que abordan a Power Rangers, Arthur, Frozen, Reading Rainbow y Encanto.

## Discografía

### Álbumes de estudio
- 2018: Hopetober 2 (con Eliud L'Voices)
- 2020: Sin Vergüenza (con su sello y Reach Records)
- 2022: Phew Skylark (con 1K Phew)
- 2022: Phew Skylark 2 (con 1K Phew)

## Créditos de producción
| Año  | Título                          | Artista           | Detalles | Ref.   |
| ---- | ------------------------------- | ----------------- | --- | ------ |
| 2014 | 100 EP                          | KB                | «Crazy» |        |
| 2014 | Loose Canon V2                  | Canon             | «Point of view» |        |
| 2016 | Reflection                      | Derek Minor       | |        |
| 2017 | Today We Rebel                  | KB                | Álbum ganador del Premio Dove "Álbum de Hip Hop del año" | [ 22 ] |
| 2018 | Summer Eighteen                 | 116 Clique        | «Long Live Champion» de KB, Yariel & Gabriel Rodríguez EMC | [ 23 ] |
| 2019 | Summer Nineteen                 | 116 Clique        | «Hold Me Back Latin», remezcla en reguetón del tema junto a Niko Eme, Tommy Royale, Eliud L'Voices y Gabriel Rodríguez EMC                                                                    | [ 24 ] |
| 2019 | «La Praxis (Reggaeton Edition)» | Tommy Royale      | |        |
| 2019 | MOOD // DOOM                    | Social Club       | Álbum ganador del premio Dove 2021 como "Álbum de Hip Hop del año". | [ 25 ] |
| 2019 | Mi Moda                         | Ander Bock        | «No fallará», «A romperla» |        |
| 2020 | 20/20                           | Redimi2           | Canción «Filipenses 1:6» de este álbum, fue reconocida como Canción Urbana del Año en los Premios Tu Música Urbana 2020 y nominada como mejor canción en español en los premios Dove de 2020. | [ 26 ] |
| 2021 | «En La Mía»                     | Almighty          | | [ 27 ] |
| 2021 | «Una vez»                       | Don Ryvcko        | |        |
| 2021 | «El Nuevo David»                | Tommy Royale      | |        |
| 2021 | El Disco                        | Jaydan            | «Moda», «Moda (Remix)» con Jay Kalyl y Lizzy Parra | [ 28 ] |
| 2021 | Solo Reggaeton                  | Manny Montes      | Casi Todo El Álbum |        |
| 2021 | Momentum                        | Redimi2           | «Momentum», «El Incorregible», «Manifiesto», «Buena Onda» |        |
| 2022 | We Are Unashamed                | 116               | «Pa que sepa» con Tommy Royale, Brayan Booz, Don Ryvcko y Emmanuel Lara | [ 29 ] |
| 2022 | Genelipsis                      | Almighty          | «Idónea» con Jay Kalyl |        |
| 2022 | Dosis                           | Indiomar & Musiko | «No disparo» | [ 30 ] |
| 2022 | Rompiendo                       | Redimi2           | «Rompiendo», «Kings And Queens», «Me Corre» |        |
| 2022 | King Jesus Remix                | KB                | Con Big Breeze, Scootie Wop, 1K Phew, Mike Teezy, Limoblaze, Wande, Tommy Royale, & S.O | [ 31 ] |
| 2022 | New Generation                  | El Leo Pa'        | «Tres Tazas» |        |
| 2024 | Maverick                        | Redimi2           | Álbum nominado al Grammy Latino |        |